# Bad Channels (película)
Bad Channels es una película de 1992 de ciencia ficción, publicada por Full Moon Features. La banda sonora fue compuesta e interpretada por Blue Öyster Cult.
Argumento
Dos alienígenas, Cosmo y Global, invaden una emisora de radio con la intención de capturar a las mujeres mediante el uso de programas de radio. El héroe es un DJ obligado a combatir el solo a los alienígenas, mientras los oyentes piensan que está bromeando acerca de la invasión.

## Reparto
- Robert Factor como Willis.
- Martha Quinn como Lisa Cummings.
- Aaron Lustig como Vernon Locknut.
- Michael Huddleston como Corky.
- Roumel Reaux como Flip Humble.
- Paul Hipp como Dan O'Dare.
- Rodney Ueno como Moon.

## Crítica
Cinemaphile le dio una muy mala crítica, 0/4 estrellas, calificándolo como un "desastre" y diciendo "me temo que los creadores de esta película debieron dañarse el tejido cerebral en algún momento de su vida". The Film Fiend fue más positivo, que la calificó de "hilarante cursi". Classic Rock Magazine describió la banda sonora como "un error grotesco".